# 貝氏單頜鰻
貝氏單頜鰻為輻鰭魚綱囊鰓鰻目單頜鰻科的其中一種，分布於大西洋區，從百慕達群島至馬德拉群島海域，屬深海魚類，棲息深度2500-5430公尺，體長可達7公分。

## 擴展閱讀
維基物種上的相關：貝氏單頜鰻